# Subhasta

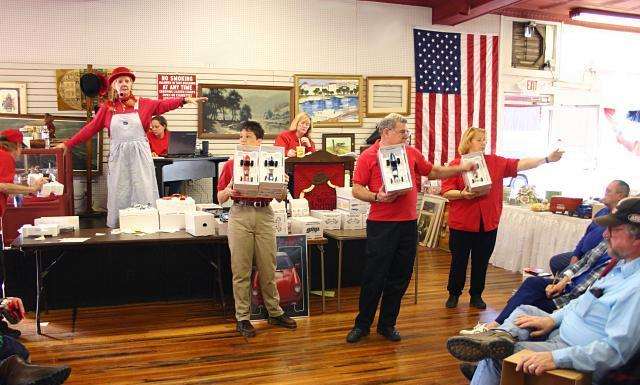
Imatge d'una subhasta benèfica

Una subhasta és una venda organitzada d'un producte basat en la competència directa, i generalment pública, és a dir, a aquell comprador (postor) que pagui la major quantitat de diners o de béns a canvi del producte. El bé subhastat s'adjudica al postor que més diners hagi ofert per ell, encara que si la subhasta és en sobre tancat, el bé s'adjudica a la millor oferta sense possibilitat de millorar un cop coneguda.
Tradicionalment en la teoria es reconeixen dos grans tipus: la subhasta en sobre tancat (que poden ser de primer preu o de segon preu) i la subhasta dinàmica, que pot ser subhasta ascendent (anglesa), descendent (holandesa), o de "tots paguen "(subhasta americana). També hi ha subhastes inverses o de compra, en la qual el comprador és qui convoca a possibles venedors o proveïdors (vg. compres governamentals). Una nova categoria de subhastes és la de reformes i projectes on un subhastador s'adjudica el seu projecte al millor licitador.

## Història
La paraula subhasta té arrels històriques llunyanes i ve originalment del llatí sub hastam, sota llança, ja que el repartiment de terres conquerides entre els soldats participants s'assenyalava clavant una llança a la parcel·la ocupada en sort. També la venda del botí de la guerra s'anunciava amb una llança i la venda s'hi realitzava.
Un dels exemples històrics més famosos era el de la subhasta de l'esposa durant l'imperi babilònic la qual es portava a terme anualment. L'operació començava amb la subhasta de la dona més bella i després es procedia amb les altres. Era de fet un acte il·legal "obtenir" una dona fora d'aquest procés de compra.
Igualment famoses eren les subhastes d'esclaus durant l'imperi romà, els quals eren capturats en campanyes militars per a després ser subhastats en el fòrum. Els fons recaptats en aquestes subhastes servien al seu torn per finançar els esforços bèl·lics de l'imperi.
Tot i que transaccions com les anteriorment descrites havien tingut auge en les seves respectives societats, el sistema de venda basat en subhastes havia estat relativament rar fins al segle xvii. Possiblement, la més antiga casa de subhastes al món, la Casa de Subhastes d'Estocolm (Stockholm Auktionsverk), es va establir el 1674 a Suècia.
A finals del segle xviii, poc després de la Revolució Francesa, les subhastes van arribar a celebrar-se en les tavernes per vendre articles d'art. Aquestes subhastes se celebraven diàriament i els catàlegs eren impresos per anunciar elements disponibles que generalment eren articles de col·lecció rars. En alguns casos aquests catàlegs acabaven per convertir-se en obres d'art que contenien infinitat de detalls sobre els articles en subhasta. Les dues cases de subhastes més importants, Sotheby's i Christie's, van dur a terme la seva primera subhasta oficial el 1744 i 1766 respectivament.
En el cas de les subhastes dinàmiques, el que dirigeix i adjudica públicament al guanyador de la millor licitació (oferta) s'anomena subhastador, i habitualment fa ús d'un martell de fusta, amb un cop del qual indica la finalització de la subhasta.

## Tipus de subhastes
Subhasta en sobre tancatLa subhasta en sobre tancat és aquella en la qual els postors presenten la seva oferta en una sola ocasió. Pot ser de primer preu si el guanyador paga el preu que va oferir, o de segon preu si el guanyador paga el preu ofert per qui va quedar en segon lloc.
Subhasta dinàmicaEls postors coneixen les ofertes de la seva competència i poden modificar la seva mentre la subhasta està oberta. La subhasta dinàmica pot ser ascendent (subhasta anglesa), que parteix d'un preu de reserva a partir del qual els postors van presentant preus ascendents. Guanya qui ofereix el preu més gran. Pot ser descendent (subhasta holandesa), que s'inicia amb un preu determinat, superior a totes les ofertes, i que el subhastador va baixant per etapes. Guanya el postor que primer accepta un preu. A la subhasta americana tots els postors han de pagar l'oferta que fan, però només el que fa la millor oferta obté el producte.
Subhasta Round RobinEs tracta d'una variant de la subhasta amb oferta tancada que ve utilitzada primordialment per a la venda d'immobles. Els interessats fan les seves ofertes en una bossa tancada i després el subhastador comunica als postors quina és l'oferta que s'està adjudicant la subhasta en aquests moments. Després d'aquesta comunicació, els participants poden tractar de superar l'oferta màxima o abandonar la subhasta.
Subhasta a la baixaTambé conegudes amb el nom de subhasta inversa, en què el postor guanyador és aquell que realitza la licitació única més baixa. La subhasta està oberta durant un temps determinat durant el qual la gent pot pujar sense que la resta de licitadors coneguin el valor de les licitacions. Un cop finalitzat el temps de la subhasta, aquesta es tanca i es dona a conèixer el guanyador.
Subhasta cèntim a cèntimAquesta nova variant de subhastes va ser inventada a Finlàndia el 2008 i consisteix a apujar el preu del producte en un cèntim amb cada licitació realitzada. Cada producte té un rellotge, i la subhasta només acaba quan finalitza el compte enrere i per tant, quan cap altra persona hagi licitat pel producte durant el període marcat en el rellotge. L'última persona a pujar guanya el producte per l'import que l'acompanya en finalitzar la subhasta.

## Els encants de Barcelona
Els encants de Barcelona és un mercat a l'aire lliure on es fan subhastes públiques. Tradicionalment quan una persona moria, la casa on vivia passava per herència als seus descendents però pel que feia als objectes de l'interior es feia un inventari. El lot complet d'objectes se subhastava als encants entre les 7:00 i les 9:00 del matí. Tot seguit qui comprava el lot podia passar a vendre els objectes al detall. El llistat d'objectes podia incloure: mobles, roba, elements decoratius, vaixelles, estris de cuina, llibres, etc. En cas que el difunt no fos propietari de la casa, sinó que fos un llogater, la subhasta era encara més necessària perquè el propietari llogués de nou l'immoble. Actualment s'hi venen tota mena d'objectes de segona mà sense que aquests siguin provinents d'un antic propietari difunt.
Aquestes subhastes s'acostumaven a fer "cantant" el preu de sortida per part del subhastador i fent servir el "duro" com a moneda de referència.
Al llarg del temps hi ha hagut diferents emplaçaments per als encants fins a l'actual lloc al sud de la plaça de les glòries, al barri de Fort Pienc, (Eixample).

## La subhasta del peix
Tradicionalment, i encara avui dia a la majoria de ports catalans, el peix es ven en subhastes a la baixa. El preu de sortida el fixa un treballador de la confraria de pescadors on es realitza la venda. La subhasta es fa públicament, és a dir qualsevol pot assistir a mirar, però per a participar-hi cal tenir llicència. Aquestes llicències es donen a propietaris de peixateries, amos de restaurants i a transportistes que després venen el peix a ciutats i centres comercials.
Actualment el preu del peix ja no es canta sinó que apareix en una pantalla electrònica i els participants fan servir un polsador per aturar la baixada numèrica.